# Fritz Höhn
Fritz Höhn (Wiesbaden, 31 maggio 1896 – Saint-Martin-l'Heureux, 3 ottobre 1918) è stato un militare e aviatore tedesco, asso dell'aviazione durante la prima guerra mondiale accreditato di 21 vittorie aeree.

## Biografia
Fritz Höhn nacque il 31 maggio 1896 a Wiesbaden, nell'allora provincia prussiana di Assia-Nassau e iniziò la sua carriera militare nel 7º Reggimento di fanteria.

### Il servizio presso l'aviazione
Höhn iniziò il suo servizio presso la Luftstreitkräfte come osservatore di artiglieria in aerei biposto da ricognizione presso la 227ª unità Flieger-Abteilung (Artillerie) (Distaccamento volante (Artiglieria)). Successivamente presso la Jastaschule II ricevette il titolo di pilota di combattimento. Venne inviato presso la Jagdstaffel 21 il 15 novembre 1917, proprio nel momento in cui la squadriglia venne equipaggiata con i nuovi Pfalz D.III. Qui ottenne la sua prima vittoria aerea il 1º dicembre 1917, abbattendo un Breguet 14.
L'aereo di Fritz Höhn, il Pfalz D.III n. 4011/17, era dipinto con strisce diagonali, con lo scopo di ingannare i nemici che puntavano il suo aereo. Aveva inoltre anche due specchi retrovisori e un orsacchiotto collegato al retro della cabina di guida come mascotte. L'11 aprile del 1918 abbatté il suo primo pallone da osservazione della 33ème Compagnie de Aerostiers francese e il giorno seguente abbatté sia un aereo che un altro pallone da osservazione. Il 20 aprile, con l'abbattimento di ulteriori due palloni da osservazione - uno della 45ème e uno della 75ème Compagnie de Aerostiers -, divenne un asso dell'aviazione. Durante questa operazione, però, venne gravemente ferito ad un ginocchio.
Höhn ritornò in azione nell'agosto del 1918; durante il periodo di convalescenza venne insignito di entrambe le classi della Croce di Ferro e della Croce di Cavaliere dell'Ordine Reale di Hohenzollern. Dal 20 agosto 1918 alla fine di quel mese, Fritz Höhn riuscì ad abbattere due aeroplani nemici e altri due palloni da osservazione, diventando così sia un doppio asso, con dieci vittorie aeree, che un asso da palloni da osservazione, con sei abbattimenti.
Verso la fine del mese di agosto ad Höhn venne affidato l'incarico di comandante della Jagdstaffel 81, che durò fino al 9 settembre. Durante questo breve periodo segnò due vittorie aeree, il 2 e il 3 settembre. Il resto del mese di settembre del 1918 lo passò nella Jagdstaffel 60 come comandante facente funzione, ottenendo sei vittorie aeree complessive, due per l'abbattimento di aerei e quattro per l'abbattimento di palloni da osservazione.

### La morte
Dopo queste due esperienze a Fritz Höhn venne affidato il comando della Jagdstaffel 41, ottenendo una vittoria aerea in ciascuno dei primi tre giorni di ottobre e portando così il suo totale a 21 vittorie, 10 palloni da osservazione e 11 aerei. Il 3 ottobre 1918, però, il suo aereo Fokker D.VII venne abbattuto da un pilota della squadriglia francese Spa 67 nei pressi di Saint-Martin-l'Heureux. Né i suoi specchi retrovisori né la sua mascotte riuscirono a salvarlo.
Se fosse sopravvissuto, sarebbe stato eleggibile per la più prestigiosa onorificenza dell'Impero tedesco, il Pour le Mérite.